# NGC 7329
NGC 7329 est une vaste galaxie spirale barrée située dans la constellation du Toucan. Sa vitesse par rapport au fond diffus cosmologique est de 3 148 ± 8 km/s, ce qui correspond à une distance de Hubble de 46,4 ± 3,2 Mpc (∼151 millions d'al). NGC 7329 a été découverte par l'astronome britannique John Herschel en 1835.
La classe de luminosité de NGC 7329 est II et elle présente une large raie HI.
À ce jour, 29 mesures non basées sur le décalage vers le rouge (redshift) donnent une distance de 44,662 ± 5,536 Mpc (∼146 millions d'al), ce qui est à l'intérieur des valeurs de la distance de Hubble. Notons que c'est avec la valeur moyenne des mesures indépendantes, lorsqu'elles existent, que la base de données NASA/IPAC calcule le diamètre d'une galaxie.

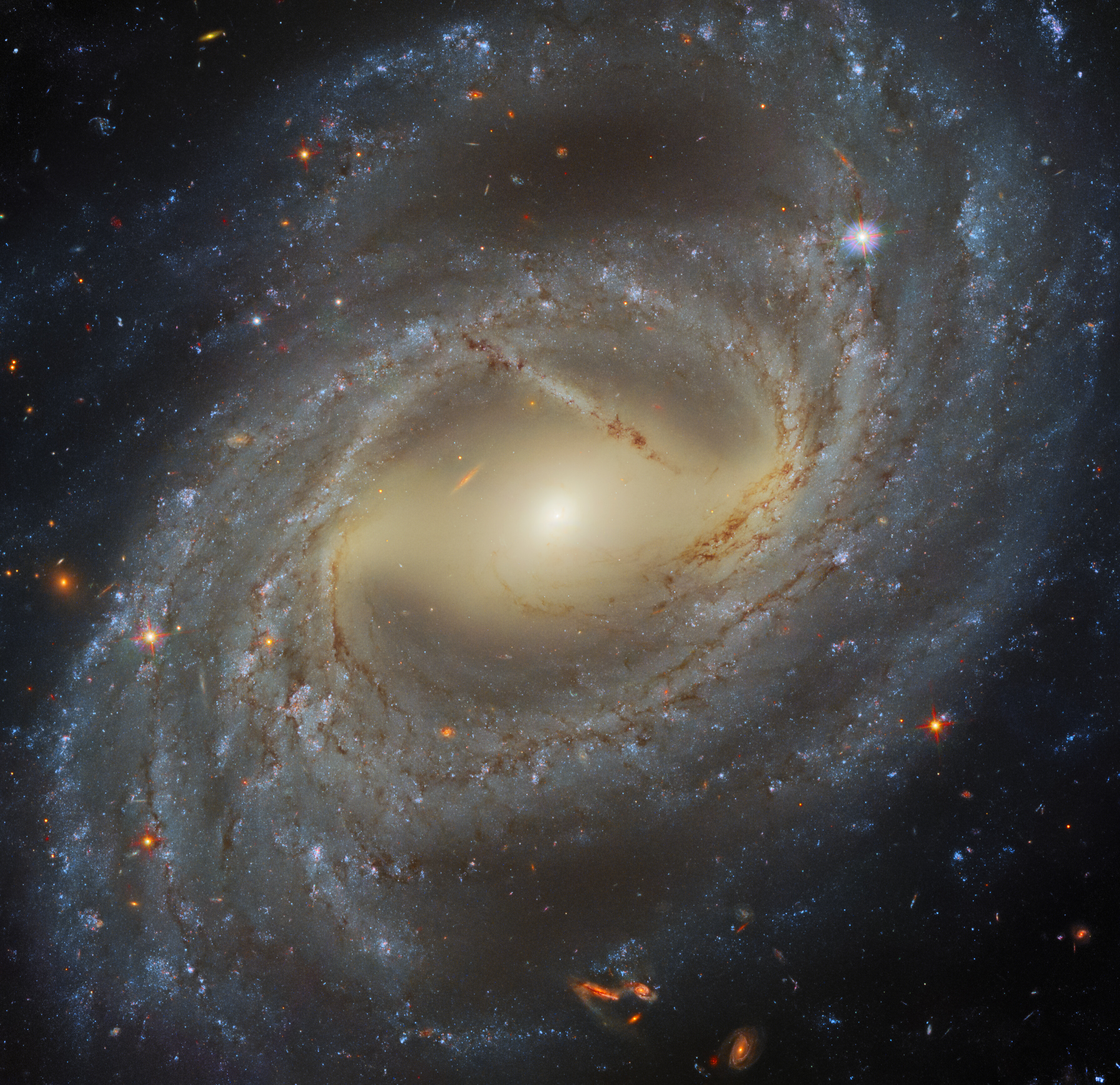
NGC 7329 imagée par le télescope spatial Hubble.

## Supernova
Deux supernovas ont été observées dans NGC 7329 : SN 2006bh et SN 2009iu.

### SN 2006bh
Cette supernova a été découverte le 2 avril 2006 par l'astronome amateur sud-africain Berto Monard. D'une magnitude apparente de 14,8 au moment de sa découverte, elle était de type la.

### SN 2009iu
Cette supernova a été découverte le 1er septembre 2009 par J. Maza, G. Pignata et al. dans le cadre du programme de recherche de supernovas CHASE (CHilean Automatic Supernova sEarch). D'une magnitude apparente de 15,5 au moment de sa découverte, elle était de type Ib.

## Groupe de NGC 7329
Selon A. M. Garcia, NGC 7329 est membre d'un groupe de galaxies qui porte son nom. Le groupe de NGC 7329 renferme au moins 11 membres. Les autres galaxies sont NGC 7358, NGC 7408, NGC 7417, les galaxies IC 5222, IC 5227, IC 5244, IC 5250, IC  5266 et IC 5272 de l'Index Catalogue, et ESO 109-32.